# Anopheles cristatus
Anopheles cristatus är en tvåvingeart som beskrevs av King och Francisco E. Baisas 1936. Anopheles cristatus ingår i släktet Anopheles och familjen stickmyggor. Inga underarter finns listade i Catalogue of Life.